# NGC 545
NGC 545 (другие обозначения — UGC 1007, DRCG 7-43, MCG 0-4-142, KCPG 32A, ZWG 385.132, ARAK 45, ARP 308, 3C 40, PGC 5323) — галактика в созвездии Кит. Открыта Уильямом Гершелем в 1785 году, описывается Дрейером как «двойная туманность».
Этот объект входит в число перечисленных в оригинальной редакции «Нового общего каталога».
В «Новом общем каталоге» NGC 545 неправильно переназначаются на галактику 15-й величины M+00-04-140 на запад. «Морфологический каталог галактик» неправильно идентифицирует NGC 545 как M+00-04-140.
Образует двойную систему с NGC 547, которая используется Атласом пекулярных галактик в качестве примера «неклассифицированных объектов».
Галактика NGC 545 входит в состав группы галактик NGC 545. Помимо NGC 545 в группу также входят ещё 10 галактик.
Галактика NGC 545 входит в состав группы галактик NGC 585. Помимо NGC 545 в группу также входят ещё 22 галактики.